# Mitchell (fiume Australia Occidentale)
Il Mitchell è un fiume del Kimberley, regione dell'Australia Occidentale, lungo 117 km.

## Percorso
Il fiume nasce a nord-est di Sharp Hill e scorre in direzione nord-ovest fino a sfociare nell'Oceano Indiano attraverso la baia di Walmsley, vicino a Port Warrender.
La caratteristica più nota del fiume sono le cascate Mitchell, situate all'interno del parco nazionale del fiume Mitchell, una serie di dislivelli a tre livelli con un'altezza complessiva di quasi 80 metri.

## Storia
Nel 1921 il geometra William Eastman diede al fiume il nome Mitchell in onore di Sir James Mitchell, premier dell'Australia Occidentale.

## Fauna
È noto che nove specie di pesci d'acqua dolce popolano le acque del fiume Mitchell.